# Johann Carolus

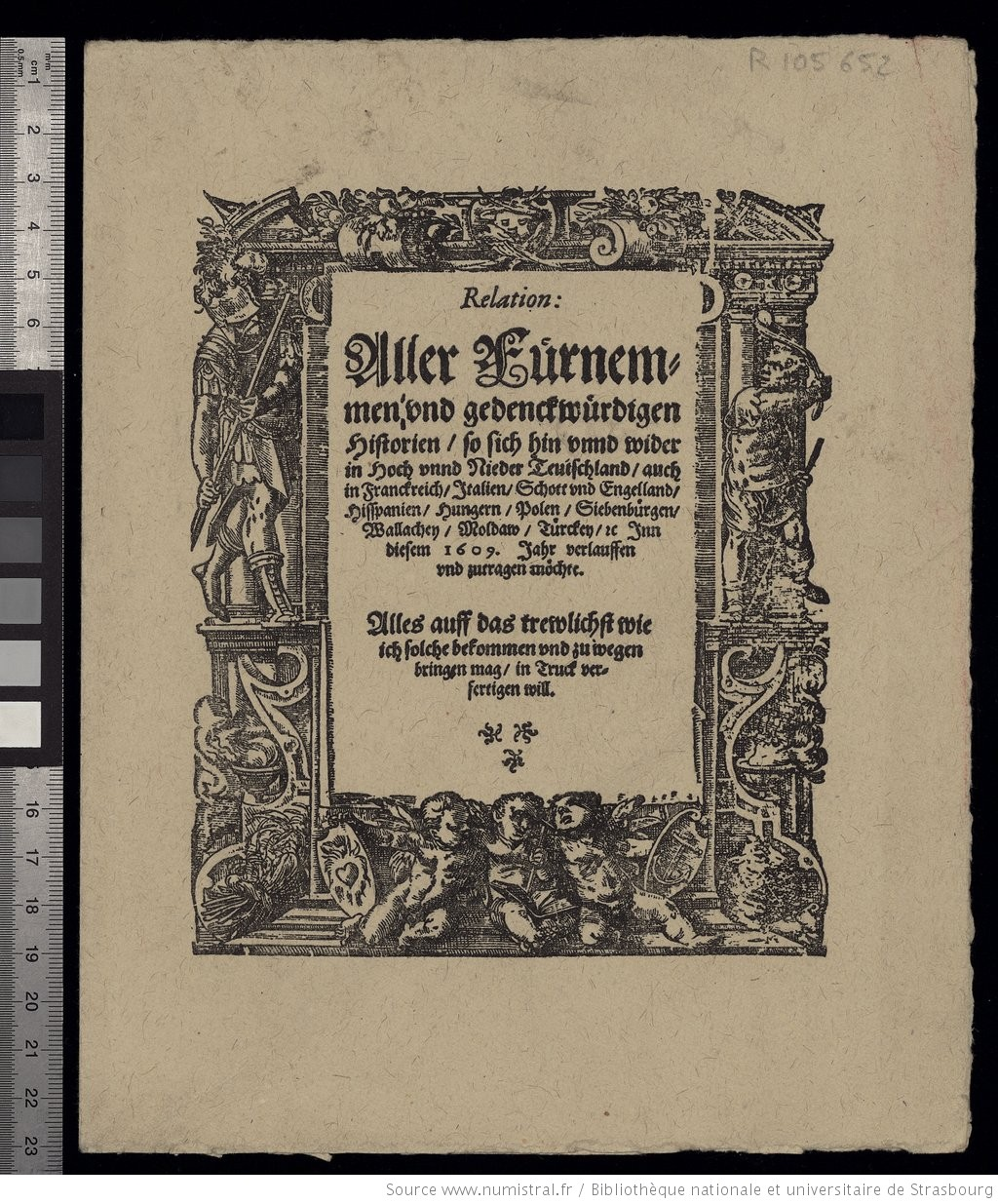
Voorpagina van de Relation uit 1609

Johann Carolus (Muhlbach-sur-Munster, 26 maart 1575 - 15 augustus 1634) was een Duits drukker, boekbinder en uitgever in Straatsburg.
In 1605 geeft Johann Carolus de tot dan toe handgeschreven nieuwsverzamelingen uit in drukvorm. Het nieuwsblad, Relation aller Fürnemmen und  gedenckwürdigen Historien verschijnt in 1605. Het geldt als de allereerste gedrukte krant in Europa.